# Фолксваген фидеон
Фолксваген фидеон је луксузни седан високе класе који производи немачка фабрика аутомобила Фолксваген од 2016. године искључиво за кинеско тржиште.

## Историјат
Фолксвагенов луксузни модел фидеон представљен је марта 2016. године на салону аутомобила у Женеви и намењен је само кинеском тржишту. Аутомобил је име добио по римској богињи Фидес. Фидеон није званично наследник лимузине фејтон, али својим димензијама спада у исту класу аутомобила. Дужина аутомобила је преко 5 метара, а међуосовинско растојање износи 3 метра. Заснован је на MLB механичкој платформи као Ауди Q7, Ауди А4 пете генерације, Бентли бентејга, Ауди Q5 друге генерације, Фолксваген туарег од 2017 и други. Развијен је у Немачкој, а визуелно подсећа на пасат са продуженим међуосовинским растојањем.
У фидеон се уграђују бензински мотори од 3.0 V6 TSI који развија 300 КС са преносом на сва четири точка, 2.0 TSI четвороцилиндрични од 224 КС са погоном на предњим точковима. Доступни су са седмостепеним аутоматизованим мењачем са двоструким квачилом. На салону аутомобила у Шангају априла 2017, Фолксваген је представио модел са плаг-ин хибридним мотором.